# Лејзи Маунтин (Аљаска)
Лејзи Маунтин (енгл. Lazy Mountain) насељено је место без административног статуса у америчкој савезној држави Аљаска.

## Демографија
По попису из 2010. године број становника је 1.479, што је 321 (27,7%) становника више него 2000. године.
| Група             | 2000.         | 2010.         |
| Белци             | 1.064 (91,9%) | 1.303 (88,1%) |
| Афроамериканци    | 1 (0,1%)      | 5 (0,3%)      |
| Азијати           | 12 (1,0%)     | 12 (0,8%)     |
| Хиспаноамериканци | 12 (1,0%)     | 47 (3,2%)     |
| Укупно            | 1.158         | 1.479         |